# Липухин, Юрий Викторович

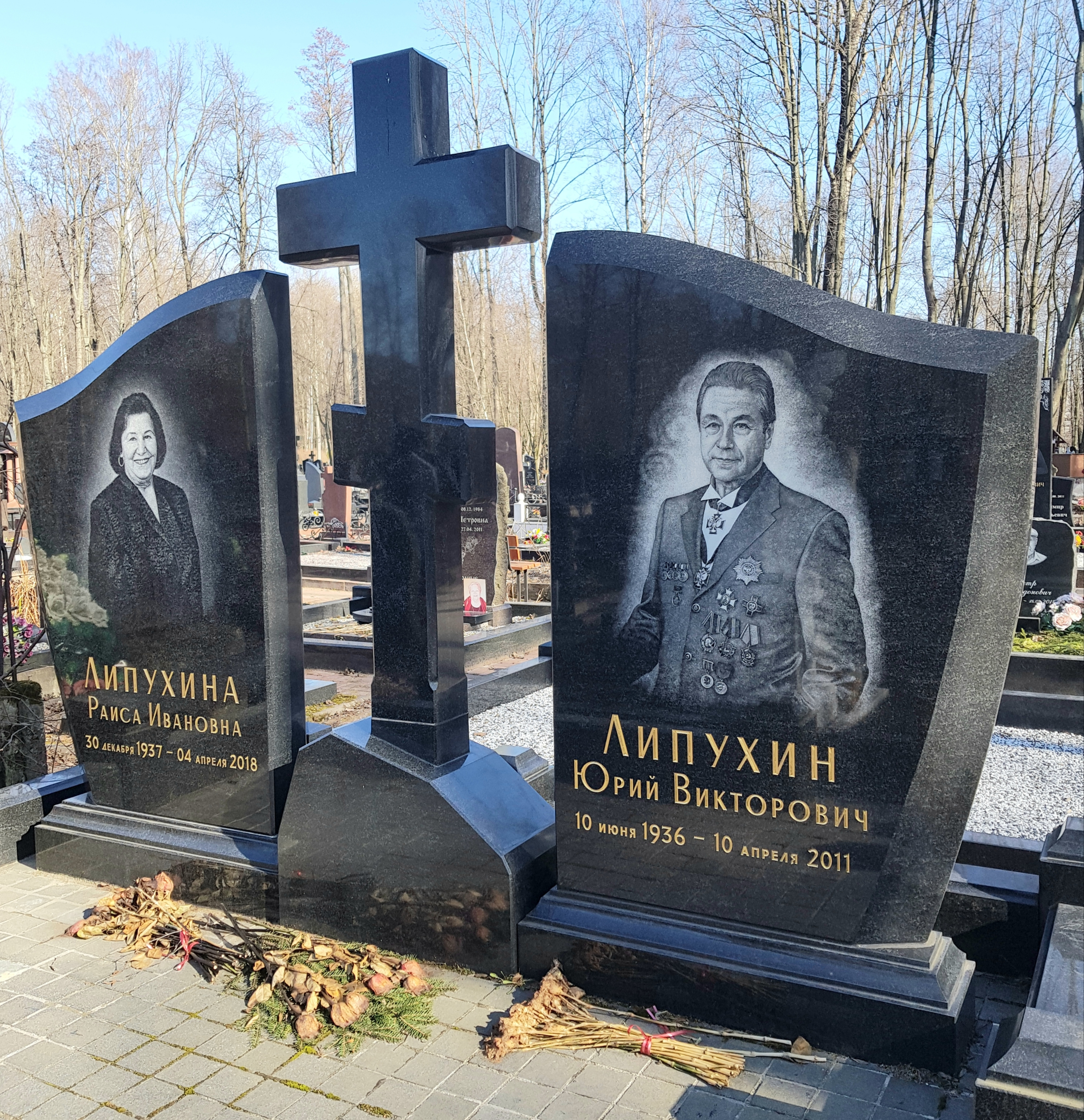
Липухин Ю. В., Смоленское кладбище, СПб, В.О

Ю́рий Ви́кторович Липу́хин (10 июня 1936, Сталинск, Кемеровская область, РСФСР, СССР — 11 апреля 2011, Канада) — советский и российский промышленник, предприниматель, генеральный директор Череповецкого металлургического комбината (1981—1993), генеральный директор ОАО «Северсталь» (1993—1996).
Лауреат двух Государственных премий Российской Федерации (1995, 1998), лауреат Государственной премии СССР (1982) и премии Совета Министров СССР. Заслуженный изобретатель РСФСР (1991).

## Биография
Родился 10 июня 1936 года в Сталинске (Новокузнецк) Кемеровской области РСФСР. В 1945 году семья переехала в город Чёрмоз Пермской области. Виктор Илларионович был назначен директором Чёрмозского металлургического завода, которым руководил до 1 августа 1952 года. После был направлен в распоряжение Министерства внешней торговли, откомандирован в Австрию на должность генерального директора советско-австрийского общества «Мартен». Татьяна Васильевна уехала с мужем. Юрий Липухин с девятого класса учился в Москве и жил в интернате.
В 1954 году окончил 588 московскую школу, после чего учился в Московском институте стали и сплавов (1954—1959).
В 1993 году был удостоен звания «Почётный гражданин города Череповца».
Юрий Викторович написал более 200 публикаций, нескольких монографий и более 120 изобретений.
Занимался плаванием, имел первый разряд. В мае 2000 года получил свидетельство и допуск к самостоятельным полетам в качестве командира самолета ИЛ-103.
Скончался от инфаркта 11 апреля 2011 года в Канаде, где проживал последние годы. Похоронен в Санкт-Петербурге.

## Карьера
После обучения работал на Череповецком металлургическом заводе, сначала вальцовщиком, затем — мастером ЛПЦ-1 и начальником смены. В 1971 году стал начальником ЦПХ, в 1977 — начальником производственного отдела, после чего — главным инженером завода.
В 1981 году был назначен директором Череповецкого металлургического завода. В 1983 году завод был преобразован комбинат. В 1993 году предприятие было преобразовано в ОАО «Северсталь». Липухин стал его первым генеральным директором.
Под его руководством на заводе была построена самая крупная (на тот момент) в мире доменная печь № 5 «Северянка» и установлена лучшая в России система очистки сточных вод. Также завершилось строительство конвертерного производства, что позволило комбинату увеличить производство металла в два раза.
При поддержке Юрия Викторовича были построены базы отдыха, пансионат «Шексна», «Дворец металлургов» и восстановлен храм Рождества Христова в Череповце. По его инициативе пенсионеры и ветераны стали получать ежемесячное пособие, для них открыли Дом милосердия и клуб «Ветеран». Липухин способствовал созданию благотворительного фонда имени И. А. Милютина.
Кандидат технических наук (1983). Академик Российской инженерной академии и Санкт-Петербургской инженерной академии.

### Приватизация
В 1993 году Юрий Липухин изменил организационно-правовую форму своего предприятия на открытое акционерное общество «Северсталь». Рабочие предприятия стали его акционерами. В ходе приватизации, Липухин приблизил к себе молодого экономиста, будущего олигарха и миллиардера Алексея Мордашова, сделав его ближайшим советником. Именно ему было поручено формировать пакет акций, скупая их у новых акционеров. Акции скупались у рабочих завода, которым задерживали зарплату через дочернюю фирму «Северсталь-Инвест».
Впоследствии на почве ведения бизнеса, у Липухина и Мордашова начались серьёзные разногласия, и уже через несколько лет после превращения комбината в акционерное общество, в интервью российской версии журнала «Форбс» Липухин скажет: «Я доверил приватизацию комбината Алексею, и это была моя ошибка, потому что в один прекрасный момент он стал совершенно другим человеком. Он оказался не хозяин своему слову».
27 апреля 1996 года отказался от поста генерального директора в соответствии с законом об акционерных обществах, не позволявшим совмещать должности председателя Совета директоров и генерального директора. Новым директором акционеры избрали Алексея Мордашова. Юрий Липухин сосредоточился на разработке перспективных направлений ОАО «Северсталь».
Осенью 2001 года Юрий Викторович с женой уехали в Испанию, после жили несколько месяцев у сына в Чикаго. Вернулись в Россию, после чего, 8 января 2002 года завершили сделку по уступке акций «Северстали».
Впоследствии Юрий Липухин был вынужден уйти и из Совета директоров, оставив все свои планы по развитию предприятия и в итоге позволив Алексею Мордашову сконцентрировать в своих руках более 80 % акций ОАО «Северсталь». После этого Липухин уехал в Канаду, инвестировал в сочинскую недвижимость.

## Семья
- Дед — Илларион Афанасьевич Липухин (1873—1952), кузнец[19][20].
- Отец — Виктор Илларионович (1905—1989)[20]. Директор Новомосковского жестекатального завода[21], директор Чёрмозского металлургического завода. Награждён орденом Трудового Красного знамени (1939)[22], орденом Красной Звезды, медалями «За боевые заслуги», «За оборону Сталинграда», «За победу над Германией»[23][24].
- Мать — Татьяна Васильевна[19].
- Сестра — Лена Викторовна[19].
- Жена — Раиса Ивановна Липухина[25].
- Дочь — Татьяна[26].

- Сын — Виктор, некоторое время занимал должность руководителя американского подразделения компании ОАО «Северсталь», впоследствии активно занимался операциями с недвижимостью в России и за рубежом, в том числе был управляющим недвижимости своего отца. 21 марта 2014 года он был обвинён в США в сокрытии доходов от американского правительства и предоставлении ложных налоговых деклараций, обвинения против него выдвинул федеральный суд присяжных в Канзас-Сити штата Миссури. По данным Министерства юстиции и Федеральной налоговой службы США, Виктор Липухин укрывал миллионы долларов в швейцарских банках UBS AG. Кроме того, по версии следствия, чтобы скрыть свою причастность к обоим счетам, при посредничестве адвокатской конторы в Канаде, он «использовал фиктивные закладные для приобретения недвижимости в США»[27][28].

## Память
- 17 июля 2015 года на здании Ледового дворца в городе Череповце была открыта памятная доска Юрию Викторовичу Липухину. В тот же день имя первого генерального директора «Северстали» официально было официально присвоено 112 микрорайону Череповца[29][30].
- В июле 2017 года в Череповце был открыт памятник Юрию Липухину. Он был установлен в сквере напротив центрального заводоуправления на улице Мира, его автор — скульптор Александр Шебунин. В тот же день во Дворце Металлургов состоялась презентация книги-биографии о Липухине «Последний Красный Директор»[31][32].

## Награды
Государственные награды Российской Федерации
- орден «За заслуги перед Отечеством» II степени (7 февраля 2000 года) — за выдающиеся заслуги в развитии отечественной металлургической промышленности[33].
- орден «За заслуги перед Отечеством» III степени (11 мая 1995 года) — За достигнутые трудовые успехи и многолетнюю работу в акционерном обществе «Северсталь» (Вологодская область)[34].
- Лауреат Государственной премии Российской Федерации в области науки и техники (1998) — за разработку новой технологии производства плакирования ферритных материалов, создание специальных марок стали и внедрение их в различные отрасли народного хозяйства[35].
- Лауреат Государственной премии Российской Федерации в области науки и техники (1995) — за создание и промышленное освоение ресурсосберегающей технологии конвертерного передела низкомарганцовистого чугуна[36].

Государственные награды СССР
- орден Ленина[7]
- орден Октябрьской революции
- орден Трудового Красного Знамени
- Был лауреатом трёх Государственных премий СССР. Одна из которых — за разработку технологии листа для офсетной печати (1983 год)[14]
- Премия Совета Министров СССР
- Почётное звание «Заслуженный изобретатель РСФСР» (25 февраля 1991 года)[37]

Ведомственные, муниципальные и общественные награды
- Орден Святого благоверного князя Даниила Московского III степени (Русская Православная церковь)
- Орден Святого равноапостольного Великого князя Владимира III степени (Русская Православная церковь)
- Почётный гражданин города Череповца (1993)